# Cuerpo Superior de Sistemas y Tecnologías de la Información de la Administración del Estado
El Cuerpo Superior de Sistemas y Tecnologías de la Información de la Administración del Estado (CSSTIAE) es el cuerpo de altos funcionarios de la Administración General del Estado de España que realiza funciones de dirección, supervisión y gestión de proyectos informáticos y de telecomunicaciones que permiten dar impulso y poner en práctica las distintas políticas públicas de cualquiera de las verticales de negocio existentes en la Administración.

## Historia
Creado mediante la Ley 4/1990, de 29 de junio, de Presupuestos Generales del Estado para 1990, la primera convocatoria se produjo el 10 de enero de 1992. En sus inicios nació a partir de una serie de funcionarios con formación técnica que habían estado desarrollando tareas directivas en las unidades de tecnologías de la información desde la década de los setenta. Desde su creación han sido convocados veintiocho procesos selectivos, estando presente en todas las ofertas de empleo público desde 1991, con excepción de las de los años 1992 y 2012.
Aunque se encuentra adscrito al Ministerio de Hacienda y Función Pública junto con el Cuerpo Superior de Administradores Civiles del Estado, se trata de dos cuerpos de carácter generalista de la Administración del Estado, que pueden desempeñar su labor en cualquiera de los ministerios u otros organismos dependientes de la Administración General del Estado.

## Descripción
El Cuerpo Superior de Sistemas y Tecnologías de la Información de la Administración del Estado, también conocido como Cuerpo TIC, es un cuerpo constituido por funcionarios especialmente preparados para la realización de tareas directivas y de gestión de proyectos informáticos y de telecomunicaciones, siendo responsables de áreas tan dispares como la ciberseguridad, la inteligencia artificial, la computación en la nube o el liderazgo de proyectos de transformación digital en la Administración pública.
Se caracteriza por su carácter multidisciplinar, con formación en ingeniería informática, ingeniería de telecomunicaciones y otras áreas STEM (ciencia, tecnología, ingeniería y matemáticas), así como conocimientos de derecho, gestión financiera, economía y dirección pública. Ello hace que sea un cuerpo de funcionarios enfocados a dirigir la gestión de los asuntos públicos en sus distintos ámbitos, en particular en lo que respecta a la transformación digital. En la actualidad, el cuerpo cuenta con 877 funcionarios en servicio activo.
La creciente presencia de las tecnologías de la información y la comunicación (TIC) en las Administraciones públicas se ha traducido en el creciente poder de este cuerpo dentro de la estructura organizativa de la Administración General del Estado, lo cual se ha vinculado con el concepto de «infocracia». Este concepto se refiere a la aparición de una nueva élite directiva y técnica en el sector público, diferente de la burocracia tradicional, que cuenta con poder discrecional para convertir el marco normativo en algoritmos y sistemas de información que influyen en cómo se adoptan las decisiones y cómo se resuelven los procesos administrativos.
Según el Informe de Presupuestos TIC elaborado por la Secretaría General de Administración Digital, el presupuesto TIC incluido en los presupuestos generales del Estado, mayoritariamente gestionado por este cuerpo, ha ido creciendo año tras año y supuso en 2018 un total de 1658 millones de euros. En 2022, la cuantía de las inversiones en el área TIC recogidas en los presupuestos generales del Estado alcanzó los 3300 millones de euros solo en la Administración General del Estado.
Es mayoritario en las SGTIC o Subdirecciones Generales de Tecnologías de la Información y de las Comunicaciones (unidades dedicadas a proporcionar servicios comunes tecnológicos a cada ministerio). Desempeñan una labor importante en la Agencia Estatal de Administración Digital y en la Secretaría de Estado de Digitalización e Inteligencia Artificial, y también ocupan puestos de dirección y coordinación de otras áreas de negocio de la Administración General del Estado, incluida la Administración en el Exterior.

## Acceso
Cualquier persona que reúna las condiciones para ser funcionario de carrera del grupo A1 puede participar en el proceso selectivo por un procedimiento abierto, que hasta el momento ha constado de una fase de oposición seguida por un curso selectivo. Lo común en los procesos recientes es que consistan en la realización de cuatro exámenes consecutivos eliminatorios, y las personas que estén participando en promoción interna no realizan el último de ellos. Además, cada uno de los dos últimos exámenes consta de una parte escrita y una parte oral, lo que eleva el total de ejercicios a seis. Posteriormente, los opositores son nombrados funcionarios en prácticas y deben superar un curso impartido por el Instituto Nacional de Administración Pública (INAP), seguido de un periodo de prácticas.